# Arteră femurală
Artera femurală este o arteră mare din coapsă și principala sursă arterială a coapsei și a piciorului. Artera femurală se ramifică în artera femurală profundă sau artera profunda femoris și coboară de-a lungul părții anteromediale a coapsei în triunghiul femural. Intră și trece prin canalul adductor și devine artera poplitee pe măsură ce trece prin hiatusul adductor din mușchiul adductor mare lângă joncțiunea treimilor medii și distale ale coapsei. 

## Anatomie
Artera femurală intră în coapsă din spatele ligamentului inghinal ca o continuare a arterei iliace externe.  Aici, se află la jumătatea distanței dintre coloana iliacă anterioară superioară și simfiza pubiană.
Primii săi de trei sau patru centimetri sunt închiși, cu vena femurală, în teaca femurală. În 65% din cazuri, artera femurală comună se află anterior venei femurale în porțiunea mijlocie a coapsei. 

### Relații
Relațiile arterei femurale sunt după cum urmează:
- Anterior: în partea superioară a traseului său, este superficială și este acoperită de piele și fascia. În partea inferioară a traseului său trece în spatele mușchiului sartorius.
- Posterior: artera se află pe mușchiului psoas mic, care o separă de articulația șoldului, mușchiul pectineu și mușchiul adductor lung. Vena femurală intervine între arteră și mușchiul adductorul lung.
- Medial: Este legat de vena femurală în partea superioară a traseului său.
- Lateral: nervul femural și ramurile sale.

### Ramuri

Schema arterelor coapsei, inclusiv ramurile arterei femurale.

Artera femurală dă mai multe ramuri în coapsă care includ;
- Artera iliacă circumflexă superficială este o ramură mică care merge până la regiunea coloanei iliace anterioare superioare.
- Artera epigastrică superficială este o ramură mică care traversează ligamentul inghinal și se îndreaptă spre regiunea ombilicului.
- Artera pudendală externă superficială este o ramură mică care rulează medial pentru a alimenta cu sânge pielea scrotului (sau labia mare).
- Artera pudendală externă profundă ce are un traseu medial și alimentează cu sânge pielea scrotului (sau labia mare).
- Artera profunda femurală este o ramură mare și importantă care apare din partea laterală a arterei femurale la aproximativ 1,5 in. (4 cm) sub ligamentul inghinal. Trece medial în spatele vaselor femurale și intră în compartimentul fascial medial al coapsei. Se termină devenind a patra arteră perforantă. La origine, eliberează arterele circumflexe femurale mediale și laterale, iar pe traseul său ramifică trei artere perforante.
- Artera geniculară descendentă este o ramură mică care apare din artera femurală în apropierea terminării sale în canalul adductor. Aceasta furnizează sânge articulației genunchiului.

### Segmente

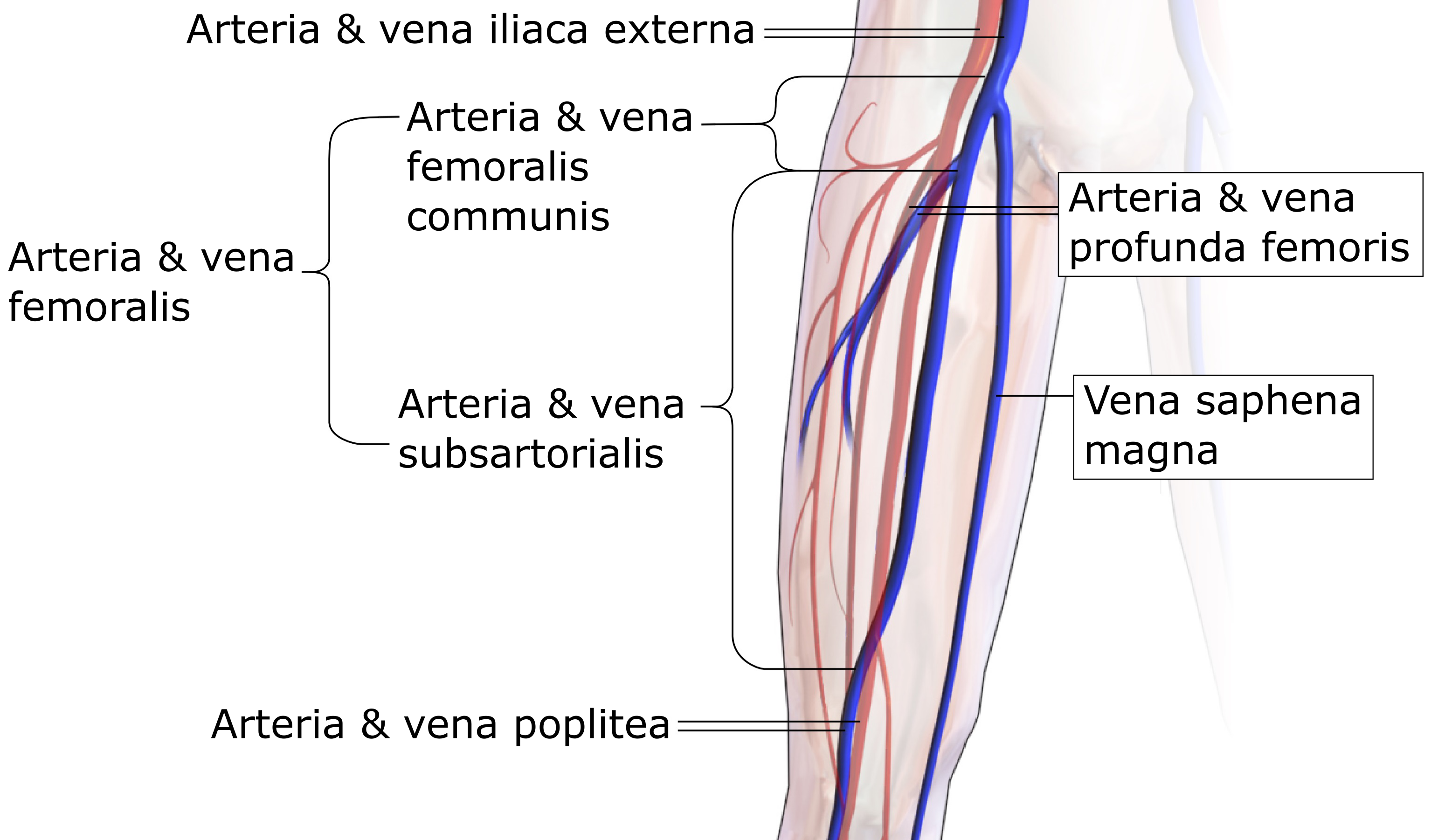
Segmente ale arterei femurale.

În limbajul clinic, artera femurală are următoarele segmente:
- Artera femurală comună este segmentul arterei femurale între marginea inferioară a ligamentului inghinal și punctul de ramificare al arterei femurale profunde.
- Artera subsartorială [5] sau artera femurală superficială [6] sunt desemnări pentru segmentul dintre punctul de ramificare al arterei femurale profunde și hiatusul adductor, trecând prin canalul subsartorial. Cu toate acestea, utilizarea termenului femural superficial este descurajată de mulți medici, deoarece duce la confuzie în rândul medicilor generaliști, cel puțin pentru vena femurală care trece pe lângă artera femurală. [7] În special, vena femurală adiacentă este clinic o venă profundă, în care tromboza venelor profunde indică terapie anticoagulantă sau trombolitică, dar adjectivul „superficial” îi determină pe mulți medici să creadă în mod fals că este o venă superficială, care a dus la pacienții cu tromboză femurală să le fie refuzat tratamentul adecvat. [8] [9] [10] Prin urmare, termenii de arteră subsartorială și venă subsartorială au fost sugerați pentru artera și vena femurală, respectiv, distal până la punctele de ramificare ale arterei și venei femurale profunde. [5]

## Semnificația clinică

### Accesul vascular
Deoarece pulsația arterei femurale comune poate fi adesea palpată prin piele; iar locul pulsației maxime este utilizat ca punct de puncție pentru accesul cateterului.  De aici, firele și cateterele pot fi direcționate oriunde în sistemul arterial pentru intervenție sau diagnostic, inclusiv inima, creierul, rinichii, brațele și picioarele. Direcția acului în artera femurală poate fi împotriva fluxului sanguin (retrograd), pentru intervenție și diagnostic către inimă și picior opus, sau cu fluxul (antegrad sau ipsi-lateral) pentru diagnostic și intervenție pe același picior. Accesul în artera femurală stângă sau dreaptă este posibil și depinde de tipul de intervenție sau diagnostic. 
Locul pentru palparea optimă a pulsului femural se află în coapsa interioară, în punctul inghinal mediu, la jumătatea distanței dintre simfiza pubiană și coloana iliacă anterioară superioară. Prezența unui puls femural a fost estimat pentru a indica o sistolică a tensiunii arteriale mai mare de 50 mmHg, așa cum dată de percentila 50%. 
Artera femurală poate fi utilizată pentru extragerea sângelui arterial atunci când tensiunea arterială este atât de mică încât arterele radiale sau brahiale nu pot fi localizate.

## Istorie
Ilustrații ale anastomozei geniculare, cum ar fi cea prezentată în cutia laterală, par să fi fost derivate din imaginea idealizată produsă pentru prima dată de Gray's Anatomy în 1910. Nici ilustrația din 1910 și nici o versiune ulterioară nu au fost făcute dintr-o disecție anatomică, ci mai degrabă din scrierile lui John Hunter și Astley Cooper care au descris anastomoza geniculară la mulți ani după ligarea arterei femurale pentru anevrismul popliteu.  Anastomoza geniculară nu a fost demonstrată nici cu tehnici moderne de imagistică, cum ar fi tomografia computerizată cu raze X sau angiografia . 

## Imagini suplimentare

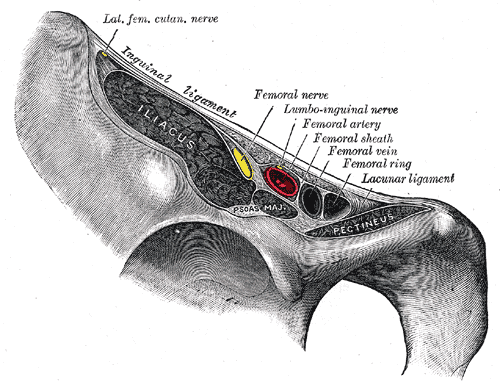
Structuri care trec în spatele ligamentului inghinal . (Artera femurală marcată în partea dreaptă sus.)
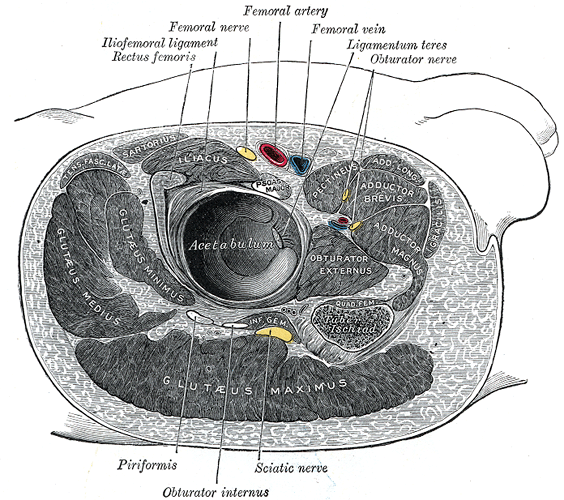
Secțiune transversală care prezintă structurile care înconjoară articulația șoldului drept.
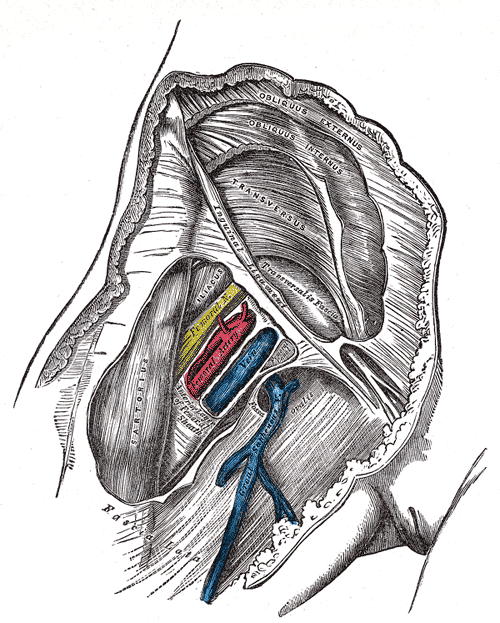
Teaca femurală deschisă pentru a-și arăta cele trei compartimente.
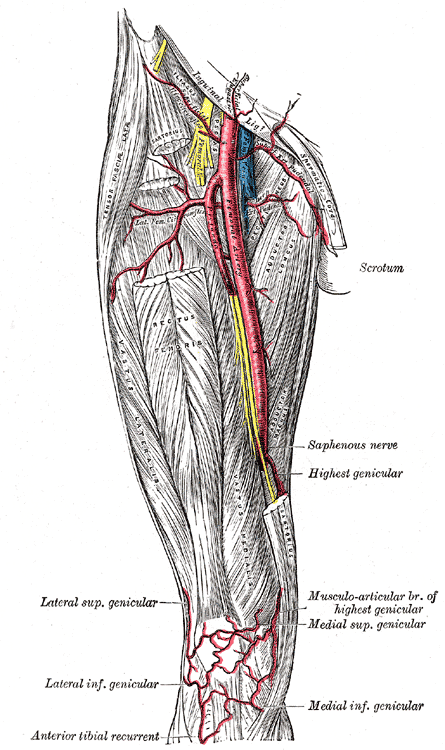
Artera femurală.
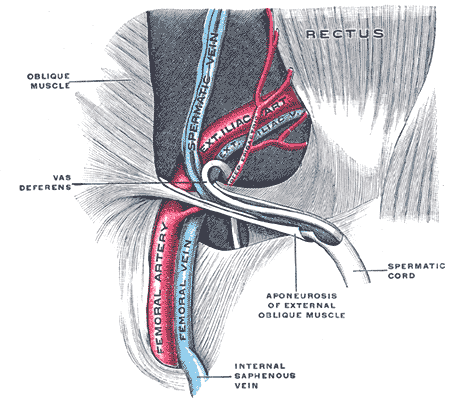
Cordonul spermatic din canalul inghinal.
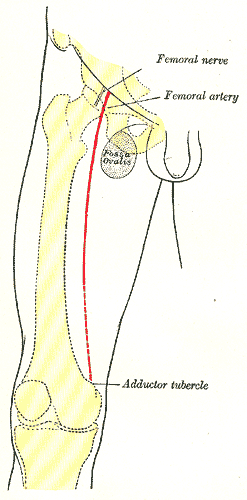
Partea din față a coapsei drepte, care prezintă marcaje de suprafață pentru oase, artera femurală și nervul femural.
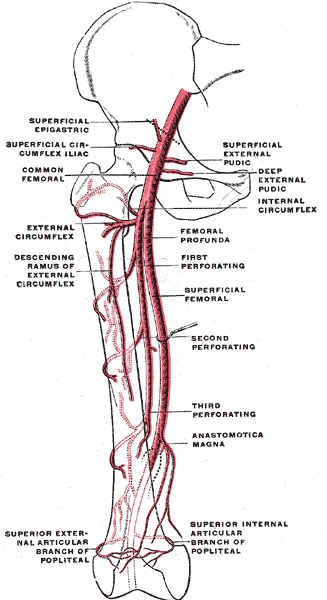
Artera femurală și ramurile sale majore - coapsa dreaptă, vedere anterioară.
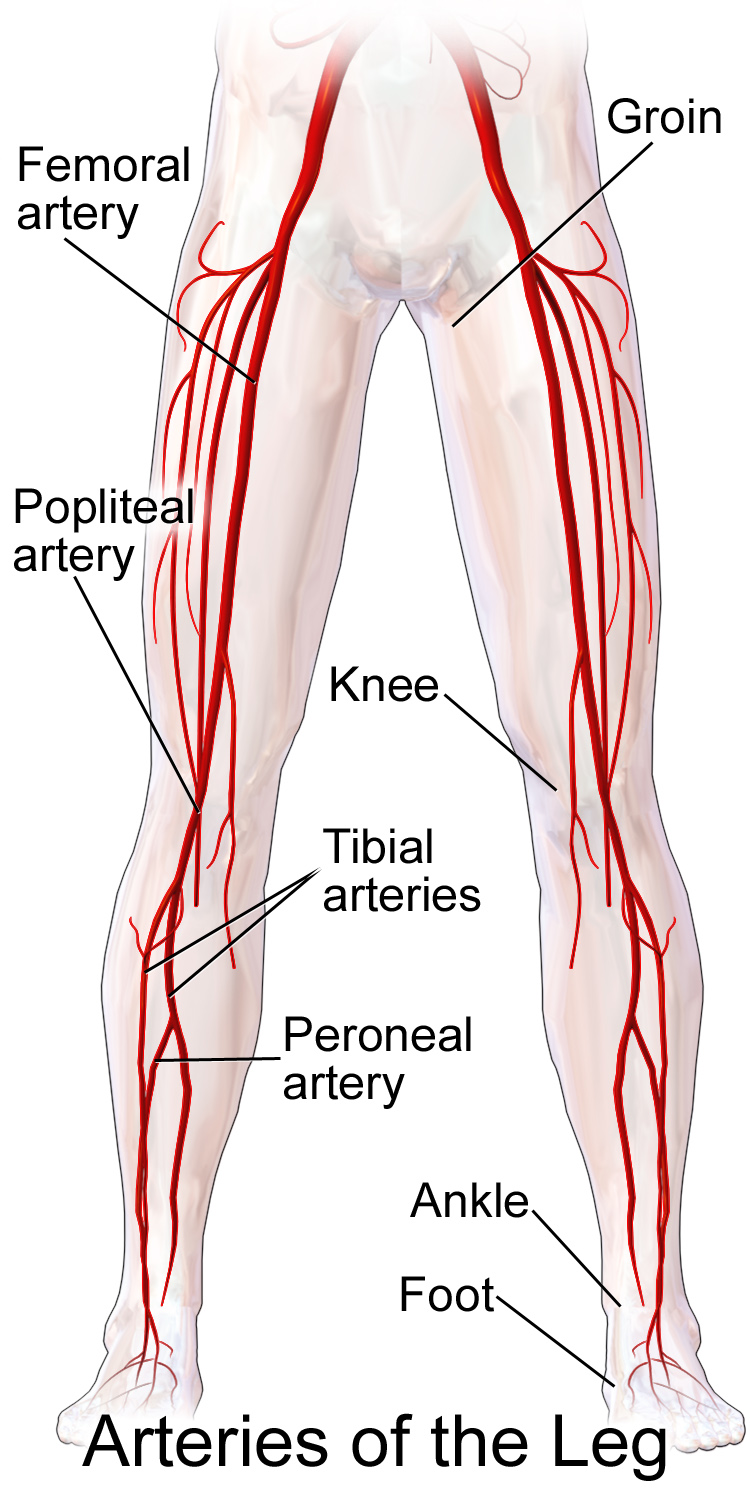
Ilustrație care prezintă arterele principale ale piciorului (vedere anterioară).
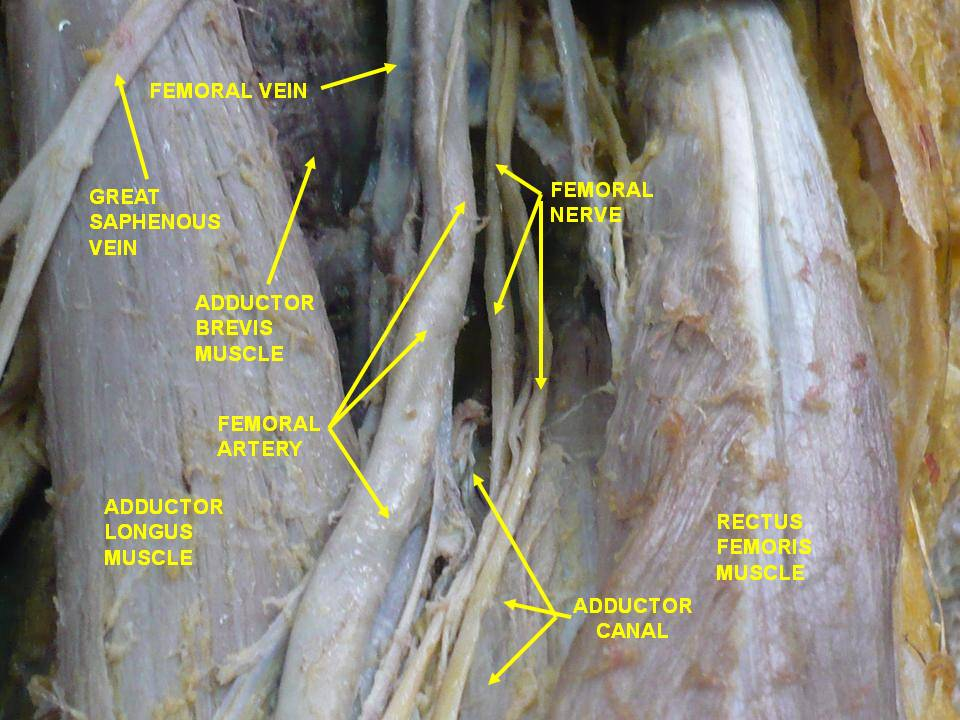
Artera femurală - disecție profundă.
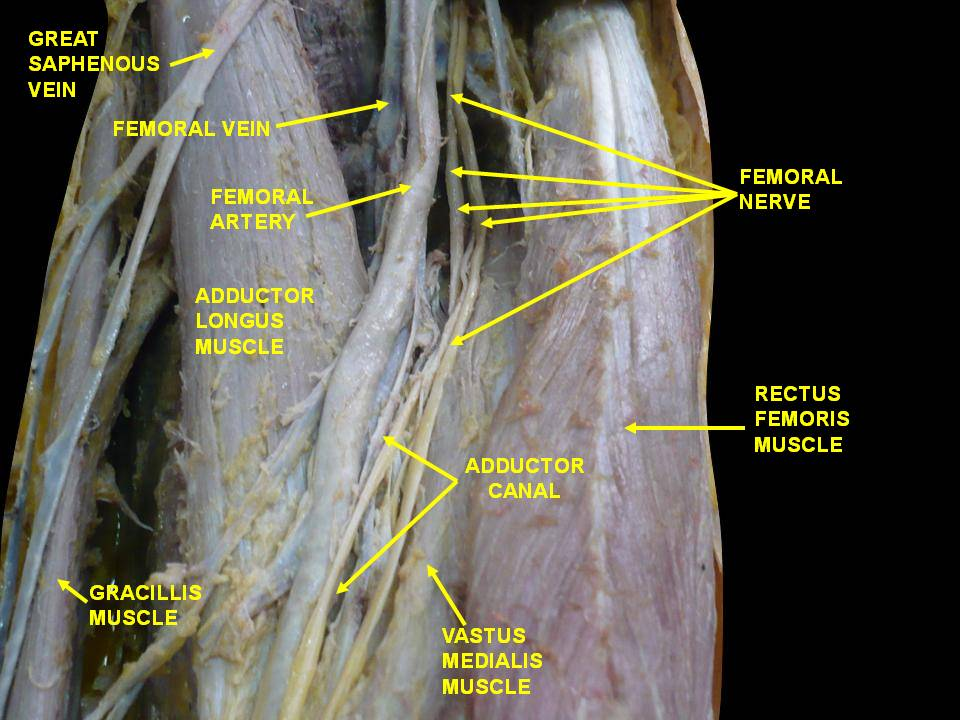
Artera femurală - disecție profundă.